# Cicló Yasi (2011)
El cicló tropical Yasi (ˈjɑːsiː) és un cicló tropical que amenaça el nord de Queensland, Austràlia. Yasí es va originar a partir d'una baixa tropical a prop de Fiji. El sistema es va intensificar fins a un cicló de categoria 3 a les 5:00 pm CST (07:00 UTC) del 31 de gener de 2011. A última hora del 01 de febrer el cicló es va enfortir fins a categoria 4, a continuació, el cicló en les primeres hores del 2 de febrer, es va intensificar a un sistema de categoria 5.
D'acord amb el Butlleti de ciclons tropicals Número 21, a les 9:00 pm CST (11:00 UTC) el sistema estava centrat a prop de 17° 24′ 00″ S 147° 06′ 00″ E / 17/04 ° S, 147.1 ° I / - 17.4, 147.1, " 110 quilòmetres a l'est de Innisfail i movent-se en direcció oest-sud-oest a 25 quilòmetres per hora, "amb una pressió central de 930 hectopascals. El sistema té un ull ben definit i una intensitat de dvorak de T6.5.
D'acord amb el butlletí de ciclons tropicals número 24 a les 11:54 pm AEST, el gran nucli destructiu havia començat a creuar la costa entre Innisfail i Cardwell amb una pressió central de 930 hectopascals i vents màxims sostinguts durant 10 minuts de 215 km / h. Amb ratxes màximes de 3 segons estimades de 285 km / h; les quals, d'acord amb el mapa d'amenaces, poden afectar probablement una àrea que abasta des de Ingham fins a Cairns per un període de 3-4 hores. L'ull va creuar la línia de costa a Mission Beach poc abans de les 12:00 a.m. CST.
L'anàlisi d'aquestes dades indica que "els models són força coherents amb la previsió de la trajectòria de la tempesta" i afegeixen "una expectativa de ser un sistema gran i intens, amb el manteniment de la intensitat del cicló terra endins més enllà del normal." 
El cicló s'espera que sigui un sistema de categoria 3, a prop de Georgetown, 450 quilòmetres terra endins, així com que afecti a la ciutat minera de Mount Isa.

## Història meteorològica

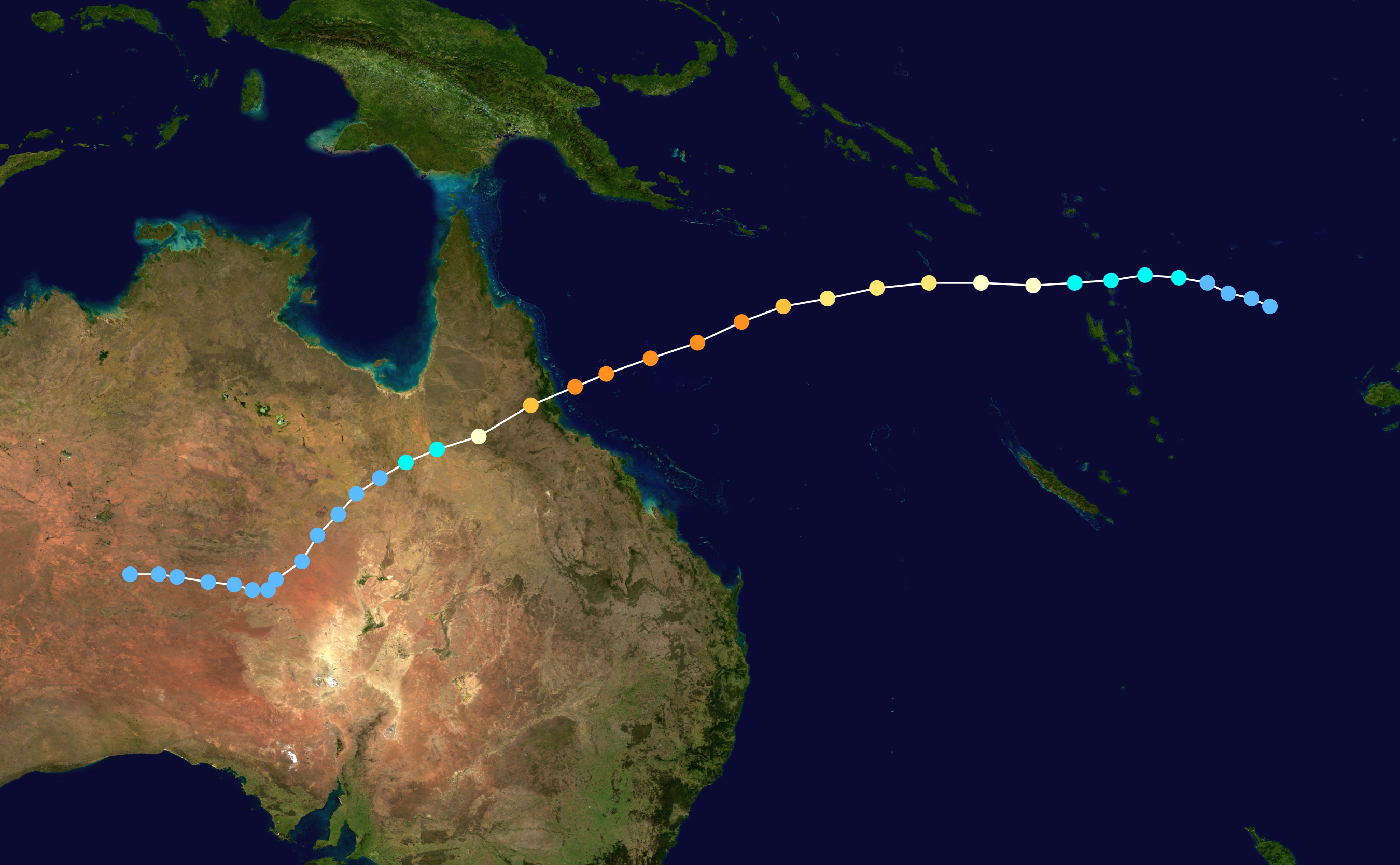
Trajectoria de la tempesta

El cicló tropical Yasí va ser identificat per primera vegada el 26 de gener de 2011 com una depressió tropical, i se li va donar l'identificador "09F" pel Centre Meteorològic Regional Especialitzat de Nadi (Fiji) (Servei Meteorològic de Fiji, FMS), situat a uns 330 quilòmetres al sud-sud-oest de Tuvalu. Situat en una regió d'alta temperatura superficial del mar i amb un cisallament del vent moderat, s'esperava una intensificació progressiva del sistema mentre es movia cap al sud-oest. Poc desenvolupament va tenir lloc durant els dos dies següents, tot i això la pertorbació va ser classificada com a depressió tropical, el 27 de gener. El 28 de gener, la depressió es caracteritzava per estar poc desenvolupada amb una àmplia àrea de convecció en rotació i expansió.